# Deutschland rundet auf
Deutschland rundet auf (Eigenschreibweise: DEUTSCHLAND RUNDET AUF) ist eine Spendenkampagne der Deutschland rundet auf Gemeinnützige Stiftungs-GmbH mit Sitz in Berlin. Die Kampagne wurde im März 2012 von Christian Vater, Matthias Dammann und Henryk Seeger gegründet und vom „Social Venture Fund“ mitfinanziert.
Kunden im Einzelhandel wird bei teilnehmenden Unternehmen die Möglichkeit geboten, durch die Worte „Aufrunden bitte!“ während der Bezahlung den Endbetrag um maximal 10 Cent aufzurunden. Diese Kleinstspende wird an die Deutschland rundet auf Gemeinnützige Stiftungs-GmbH in Berlin abgeführt und nach eigenen Aussagen zu 100 Prozent an Projekte für sozial benachteiligte Kinder in Deutschland weitergeleitet.
Weitere Spendenmodelle der Stiftung sind die Gehaltsspende sowie die Bonusspende.
Die gGmbH ist Unterzeichnerin der Initiative Transparente Zivilgesellschaft.

## Verwendung
Bei der Förderungswürdigkeit liegt der Fokus darauf, erfolgreiche regionale oder bundesweite Projekte für sozial benachteiligte Kinder in Deutschland zu skalieren, d. h. weiter auszubauen. Anschließend erfolgt eine Auswahl durch ein Experten-Gremium, bestehend aus Sebastian Braun, Inge Kloepfer, Franziska Hilp-Pompey, Roland Roth und Helmut Schneider, sowie eine Wirkungsanalyse des Analyse- und Beratungshauses PHINEO gAG. Die Entscheidung über den Zuschlag fällt das Kuratorium, dem u. a. Simone Bagel-Trah, Marcel Fratzscher, Stephan Grünewald, Georg F. Thoma und Stefan Genth angehören. Deutschland rundet auf fördert die Projekte zweckgebunden, nach vorab definierten Zwischenzielen und Förderzweck und über einen Förderungszeitraum von mindestens einem Jahr. Der Förderungsbetrag pro Projekt ist unterschiedlich, aktuell sind es zwischen 200.000 und 300.000 Euro.

## Partnerunternehmen
Stand April 2023 kooperierten unter anderem folgende Handelsunternehmen mit der Initiative: aktiv&irma, BabyOne, EDEKA Center Möllenkamp, Jochen Schweizer, Kaufland, Naturkind, Wackler, Trapo AG, Grant Thornton und Wenko GmbH.

## Spendenprojekte
Zu den inzwischen 46 geförderten Projekten gehören unter anderem (chronologisch abfolgend):
1. Papilio e. V. – Prävention gegen Sucht und Gewalt
2. Eltern AG
3. Klasse2000
4. Big Brothers Big Sisters Deutschland
5. HIPPY Deutschland
6. wellcome
7. Parents as Teachers (PAT)
8. BuddY-Programm
9. Work and Box Company
10. Seniorpartner in School
11. Balu und Du
12. Teach First Deutschland
13. Off Road Kids
14. Kindergarten Plus
15. Opstapje
16. buntkicktgut
17. Kisiko
18. START: Bildung wirkt!
19. Refugio Bremen
20. Spielmobil Falkenflitzer
21. Papilio Eltern-Club
22. Akinda: Einzelvormundschaften für geflüchtete Kinder
23. brotZeit
24. Jugendwerk
25. Litcam
26. climb
27. ROCK YOUR LIFE!
28. GemüseAckerdemie

Bis Ende 2022 wurden rund 22,1 Millionen Euro gespendet.

## Verwaltungskosten
Deutschland rundet auf besteht aus den zwei Gesellschaften Deutschland rundet auf Gemeinnützige Stiftungs-GmbH und der 100%igen Tochter Deutschland rundet auf Partner GmbH.
Die Stiftung verwaltet die aufgerundeten Spenden. Die Partner GmbH tätigt das operative Geschäft und finanziert sich aus Gebühren der teilnehmenden Handelspartner, die diese, in Abhängigkeit von ihrer Umsatzgröße, an die Partner GmbH entrichtet. Sie liegt zwischen 999 Euro und 99.999 Euro. Darüber hinaus kann die Stiftung auf Pro-Bono-Dienstleistungen zurückgreifen.

## Auswirkungen
Laut einer Studie der Unternehmensberatung OC&C vom Oktober 2013 zeigt sich, dass 21 Prozent der Aufrunder nie zuvor gespendet haben. Zudem erreicht die Aktion auch deutlich jüngere Spender – so sind 43 Prozent der Spender unter 39 Jahre alt. Demgegenüber sind unter allen Privatspendern laut des Marktforschungsinstitutes GFK nur 15 Prozent dieser jungen Spendergruppe zuzuordnen.

## Kritik
Kritiker bemängeln, dass Kunden unter einen „gesellschaftlich-moralischen“ Druck gelangen können, wenn sie an der Kasse angesichts des maximalen Spendenbetrags von 10 Cent nicht als „kleinlich“ erscheinen wollen.